# Massacro di Tochni
Il massacro di Tochni si riferisce all'uccisione di 84 turco-ciprioti dal villaggio di Tochni, presso Larnaca, a Cipro, da parte dei membri greco-ciprioti dell'EOKA B durante l'invasione turca di Cipro nell'estate del 1974.

## Contesto
Durante l'invasione turca nel nord dell'isola, i membri dell'EOKA B presero in ostaggio più di 80 uomini del villaggio di Tochni e del vicino villaggio di Zygi, inclusi ragazzini di 13 anni. Dopo essere stati tenuti in una scuola elementare greca durante la notte, i turco-ciprioti arrestati furono portati su un autobus. Secondo l'unico sopravvissuto al massacro, Suat Hussein Kafadar, furono portati nel villaggio di Palodia, dove vennero giustiziati con pistole automatiche.
Quando la storia dell'unico sopravvissuto divenne nota, l'ONU cercò di indagare, ma i greci si rifiutarono di dire qualcosa o di mostrare il luogo del massacro.
Il numero totale delle vittime è 84 (78 di Tochni e 6 di Zygi). Sul luogo del massacro, secondo Kafadar, c'era un ufficiale greco. Kafadar disse in un'intervista che un ufficiale militare greco con tre stelle parlò con loro durante la notte e li riassicurò che non si sarebbero fatti male. "Amico mio, non aver paura. Oggi siete prigionieri, domani saremo vostri. Nell'esercito nessuno maltratta i prigionieri."
L'atrocità ebbe luogo lo stesso giorno del massacro di Maratha, Santalaris e Aloda, sempre da parte dei membri greco-ciprioti dell'EOKA B.